# Cryptocephalus pushtunicus
Cryptocephalus (Bertiellus) pushtunicus – gatunek chrząszcza z rodziny stonkowatych i podrodziny Cryptocephalinae.
Gatunek ten został opisany w 1981 lub 1982 roku przez Igora Łopatina.
Chrząszcz endemiczny dla Afganistanu.